# Андреевка (Донецкая поселковая община)
Андре́евка (укр. Андріївка) — посёлок, Андреевский поселковый совет, Балаклейский район, Харьковская область, Украина.
Является административным центром Андреевского поселкового совета, в который не входят другие населённые пункты.

## Географическое положение
Посёлок городского типа Андреевка находится на левом берегу реки Северский Донец, выше по течению на расстоянии в 2 км расположено озеро Лиман, на противоположном берегу — пгт Донец.
Через посёлок проходит автомобильная дорога Т-2105.
Рядом проходит железнодорожная линия «Харьков—Красный Лиман», станции Шебелинка и Андреевка.
К посёлку примыкают большие лесные массивы (дуб, сосна).

## История
Территория посёлка была заселена ещё в V—IV тысячелетиях до н. э. Об этом свидетельствуют остатки трёх поселений эпохи неолита. Кроме того, здесь найдены кости мамонта и серебряная деньга Ивана IV.
В 1663 году, спасаясь от гнёта польских феодалов, сюда прибыла с Правобережной Украиной группа переселенцев. В 1673 году населённый пункт встречается под названием Слобода Андреева, а с 1681 — Андреевка.
Андреевка была одним из укреплённых пунктов, построенных на южной границе Русского государства для защиты от набегов крымских татар (сохранились сообщения, что в августе 1673 года татары были замечены под стенами слободы, а 1681 году — снова появились здесь и захватили в плен 20 человек).
В 1685 году Андреевка вошла в состав Изюмского полка.
13 июля 1688 года в районе Андреевки при переправе через реку был разгромлен отряд крымских татар.
Весной 1817 года Андреевка стала военным поселением. Здесь был расквартирован Борисоглебский полк, в связи с чем её переименовали в Новоборисоглебск. После упразднения системы военных поселений Андреевка стала селом Змиевского уезда Харьковской губернии. В начале XX века численность населения составляла около 6 тыс. человек.
В 1910 году при строительстве Южно-Донецкой железной дороги недалеко от Андреевки была построена станция Шебелинка, что способствовало развитию селения. В 1913 году здесь была открыта больница (в которой работали 1 врач, 1 фельдшер и 6 санитаров).
В январе 1918 года в уезде была установлена Советская власть, но в апреле 1918 года селение оккупировали немецкие войска. В условиях немецкой оккупации в селе возникла подпольная группа, которую возглавил Д. Г. Шматько (в дальнейшем ставшая основой Андреевского партизанского отряда).
В ходе гражданской войны власть в уезде несколько раз менялась, но 23 декабря 1919 года Советская власть была восстановлена.
В 1928 году здесь была организована коммуна им. Т. Г. Шевченко (с 1930 года — ТСОЗ), в апреле 1929 года — ТСОЗ «Червоний партизан».
В 1930е годы здесь были построены электростанция, маслозавод, МТС и новая школа.
В 1938 — присвоено статус посёлок городского типа.
Во время Великой Отечественной войны с 7 декабря 1941 до 9 февраля 1943 года посёлок находился под немецкой оккупацией, при отступлении немецкие войска полностью разрушили его.
В 1959 году население составляло 13 000 человек.
После открытия в районе Шебелинского месторождения природного газа в 1960 году здесь был построен Андреевский газобензиновый завод.
В 1968 году численность населения составляла 14,6 тыс. человек, крупнейшими предприятиями являлись кирпичный завод, фабрика детской одежды, молокозавод и другие предприятия пищевой промышленности.
В 1978 году здесь действовали газоперерабатывающий завод, хлебный завод, швейная фабрика по пошиву детской одежды, цех железобетонных изделий и шлакоблоков Балаклейского завода строительных материалов, промышленный комбинат, дом быта, три общеобразовательные школы, три лечебных учреждения, Дом культуры, клуб, кинотеатр и 10 библиотек.
В 1989 году численность населения составляла 10619 человек.
По результатам Всеукраинской переписи населения 2001 года численность населения составляла 9705 человек[уточнить].
Начавшийся в 2008 году экономический кризис осложнил положение Андреевского хлебозавода, руководство которого в декабре 2009 года приняло решение о ликвидации предприятия. В марте 2010 года Андреевский хлебозавод был признан банкротом.
По состоянию на 1 января 2011 года численность населения составляла 9045 человек, на 1 января 2012 года — 8977 человек, на 1 января 2013 года — 8967 человек.

## Известные люди
- Шевченко Борис Демидович (1904—1944) — полковник, Герой Советского Союза, родился в посёлке Андреевка.
- Шелест Пётр Ефимович (1908—1996) — советский партийный и государственный деятель, член Политбюро, Президиума ЦК КПСС (1964—1973), первый секретарь ЦК Компартии Украины (1963—1972), родился в посёлке Андреевка.
- Пивоваров Василий Йосифович — советский майор, участие в обороне Ленинграда (1941-1943). родился в поселке Андреевка.
- Богдан Людмила Васильевна (род.1953) — украинский партийный и общественный деятель, депутат Балаклейского городского совета в 1995-2008 годах. Кандидат в мэры Балаклеи на выборах 1999 года.

## Галерея
- Поселковый совет
- Андреевская больница
- Андреевский дом детского и юношеского творчества
- ЖД станция Шебелинка
- Дом культуры
- Храм Рождества Пресвятой Богородицы
- Мемориальная доска ликвидаторам и пострадавшим от аварии на Чернобыльской АЭС
- Памятник Тарасу Шевченко
- Памятник неизвестному солдату